# West Halton
West Halton è un villaggio e parrocchia civile situato nel distretto inglese del North Lincolnshire, 10 km a nord di Scunthorpe e 2 km a sud del fiume Humber. L'attuale Village Hall (un tempo adibito a scuola) è in comune col vicino paese di Coleby; il Village Green (il parco del paese) e il pub "Butchers Arms" sono gli unici svaghi per i circa 350 abitanti del posto.
La storia passata di West Halton non rispecchia tuttavia la situazione attuale. La chiesa dedicata a santa Eteldreda di Ely fu costruita nel 1695, in seguito ad un incendio che nel 1682 rase al suolo un edificio d'epoca medievale; il paese fu un centro di una certa importanza fino al periodo della Seconda guerra mondiale. Attualmente West Halton viene considerato, in termini tecnici, un SMV (Shrunken Medieval Village - villaggio medievale ridimensionato).